# Station Croisilles-Harcourt
Station Croisilles-Harcourt is een spoorwegstation in de Franse gemeente Thury-Harcourt-le-Hom. Het station is gesloten.